# Parapercis fuscolineata
Parapercis fuscolineata is een straalvinnige vissensoort uit de familie van krokodilvissen (Pinguipedidae). De wetenschappelijke naam van de soort is voor het eerst geldig gepubliceerd in 1985 door Fourmanoir.